# 705

## Události
- Znovunastoupení byzantského císaře Justiniána II. na trůn.

## Úmrtí
- Abdulmalik
- Leontios, byzantský císař
- Wu Ce-tchien, jediná čínská císařovna

## Hlavy států
- Papež – Jan VI. (701–705) – Jan VII. (705–707)
- Byzantská říše – Tiberios III. – Justinián II.
- Franská říše – Childebert III. (695–711)
  - Austrasie – Pipin II. (majordomus) (679–714)
- Anglie
  - Wessex – Ine
  - Essex – Sigeheard + Swaefred
  - Kent – Withred
- Bulharsko
  - První bulharská říše – Tervel
  - Volžsko-Bulharský chán – Kotrag? (660–700/710)
- Čína – Šeng-šen  (625–705) – jediná čínská císařovna (jedná se o císařovnu Wu Ce-tchien),